# Oktaedrite

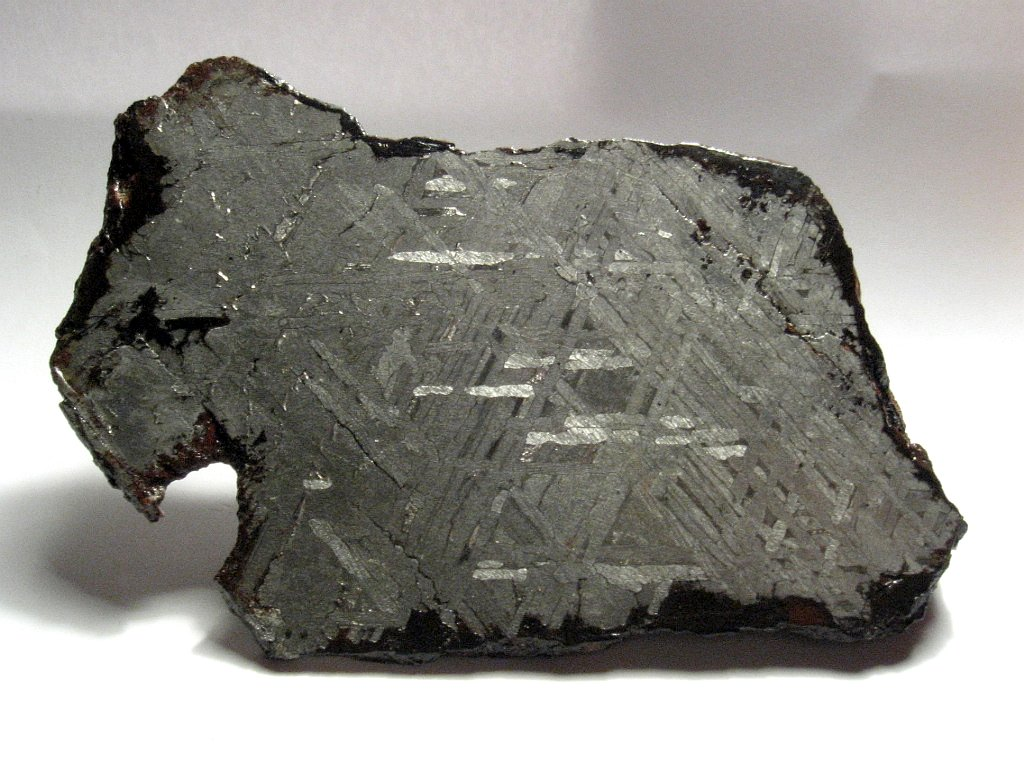
Toluca-Meteorit

Die Oktaedrite sind die häufigste Gruppe von Nickel-Eisenmeteoriten. Sie bestehen aus den Mineralen Kamacit und Taenit. Wird die Oberfläche dieser Meteoriten poliert und angeätzt, zeigen sich die typischen Widmanstättenschen Strukturen. Sie bestehen aus Kamacit-Balken, die durch dünne Lamellen von Taenit getrennt werden. In der dritten Dimension liegt der Kamacit in Platten vor, die parallel zu den Flächen eines Oktaeders angeordnet sind, daher der Name Oktaedrit. 
Die Oktaedrite werden weiter nach der Breite der Kamacit-Balken in Strukturklassen unterteilt (dabei besteht ein Zusammenhang mit dem Nickelgehalt):
- Gröbste Oktaedrite, mehr als 3,3 mm, 5–9 % Ni
- Grobe Oktaedrite, 1,3 bis 3,3 mm, 6,5–8,5 % Ni
- Mittlere Oktaedrite, 0,5 bis 1,3 mm, 7–13 % Ni
- Feine Oktaedrite, 0,2 bis 0,5 mm, 7,5–13 % Ni
- Feinste Oktaedrite, kleiner als 0,2 mm, 17–18 % Ni

Außerdem können sie nach ihrem Gehalt an Nickel und den Spurenelementen Germanium, Gallium und Iridium in die chemischen Gruppen I bis IV eingeteilt werden. Daneben existiert noch eine Reihe von Oktaedriten, die bislang keiner dieser Gruppen zugeordnet werden konnten und die deshalb als anomal bezeichnet werden. 
Bekannte Vertreter der Oktaedritgruppe sind der Gibeon-Meteorit, Sikhote-Alin-Meteorit, Campo-del-Cielo-Meteorit, Canon-Diablo-Meteorit, Morasko-Meteorit, Nantan-Meteorit, der Toluca und die Cranbourne-Meteoriten.